# Nagurus vannamei
Nagurus vannamei är en kräftdjursart som först beskrevs av Arcangeli1927.  Nagurus vannamei ingår i släktet Nagurus och familjen Trachelipodidae. Inga underarter finns listade i Catalogue of Life.